# 上村健太郎
上村健太郎（日语：／ Uemura Kentarō，1908年7月18日—1981年8月4日）是日本政府官員、警察和航空自衛隊將領，也是1954年自衛隊創立後第一任航空幕僚長（空軍參謀長）。
上村自1930年開始在政府任職，初期服務於內務省和地方縣廳等行政機構，之後則進入警界，歷任課長、署長、部長等勤務，1945年時官至東京警視廳特別高等警察部長，但在二戰結束後旋即辭任。1952年起，他改加入日本新設的國防機構——保安廳（今防衛省），並隨著1954年航空自衛隊成立而出任幕僚長，1956年以空將階級退役。上村離隊後仍繼續受任於調撥廳（今防衛設施廳）和首相府，並曾在中日合作策進委員會、日本道路公團、日本汽車聯盟、立飛企業和日本科學技術振興財團等組織中擔當幹部職位，最終於1981年逝世。

## 生平

### 早年生涯
上村健太郎於1908年7月18日誕生在兵庫縣，為日本帝國陸軍中將上村良助的長子。在東京府立第四中學和第一高等學校完成中學學業後，上村考入東京帝國大學，於1929年10月通過高等文官行政科考試，並在1930年3月從東京帝大法學部政治系畢業，同年即進入內務省工作，5月起在秋田縣廳內務部當庶務課課員，1931年5月調入農務課，1932年1月昇任縣知事官房的文書課課長。該年10月，他轉調到埼玉縣廳農務課下，1933年7月則成為地方課職員。

### 軍警生涯
1934年8月，上村健太郎加入警務機構、獲授地方警視之警銜，赴福井縣警察部當警務課課長，後來調職為東京警視廳警視，分別於1935年10月和1936年7月接任厩橋警察署（今本所警察署）署長和荏原警察署署長。1937年6月，他改隸和歌山縣警察部，出任特高警察課課長，1938年1月又於內務省警保局擔任事務官。
進入1940年代後，上村繼續升遷、獲任更高職級的職位，先是於1942年7月晉任鹿兒島縣警察部部長，後於1943年12月轉任大阪府警察局（後改稱警察部）治安部部長。1944年8月，他調回警視廳任官房主事，1945年4月則接掌了警視廳特別高等警察部部長職務，但在同年10月後休職、並於12月依願辭官。1946年時，佔領日本的盟軍最高司令部（GHQ）推行「公職追放」政策，將陸海軍、特高警察等戰前人士革職或禁止復職，而上村也因此在該年接獲追放令，直至1951年8月，當局才將這道限制解除。
1952年9月，上村進到戰後日本陸、海部隊——保安隊和警備隊的領導機構「保安廳」內服務，接替加藤陽三就任保安廳官房長:p38、直屬於時任保安廳長木村篤太郎:p30。1954年7月1日，自衛隊正式成立，保安廳也改稱防衛廳，將既有的保安隊和警備隊編成陸上自衛隊和海上自衛隊:p54，又另外增設了相當於獨立空軍的航空自衛隊。此前的上村在新建立的防務體系中，原為木村廳長安排的新任防衛廳次長人選，以接替原保安廳次長增原惠吉，而航空幕僚長一職則計畫另覓廳外人士出任，但上村以「不便接替增原之職」為由予以拒絕，於是在航空自衛隊建隊後，改由上村出任首屆航空幕僚長，增原則續任防衛廳次長。
就任之初的上村負責領導航空自衛隊的參謀機構——航空幕僚監部（空幕），且是航空自衛隊唯一一位不具舊日軍背景的將領，其餘皆曾為戰前陸軍或海軍軍官[註1]。在空幕長任內，他曾發表訓示、指出航空自衛隊在創隊第一年度須優先培養飛行、整備等方面的教官人員，還為此派員接受美軍訓練、在濱松基地開設飛行學校、整備學校和通信學校:p65。上村健太郎領導航空自衛隊至1956年7月2日為止，退役時的最終階級為空將:p3。

### 離隊後生涯
上村健太郎結束航空幕僚長任期後離開自衛隊，於1957年7月上任調撥廳長官，負責國防採購業務，1958年4月又進入首相府，任總務副長官，但隨即於6月辭任。除了政府公職外，退休後的上村還曾在數個公共團體或民間團體中活動，於1957年8月成為半官方組織「中日合作策進委員會」（又名日華協力委員會）的發起人之一，負責增進日本與台灣的中華民國政府間在政治、經濟、文化等領域上的雙邊交流，後來亦昇為該會的日方幹事長。
1960年4月起，上村出任國營法人——日本道路公團的副總裁，1962年3月－1966年5月間升上總裁，任內還代表日本出席「亞洲人民反共聯盟會議」、充任日方觀察員。上村歷任過的其他職務尚包括日本汽車聯盟第3屆會長（1971年2月－1975年5月）、立飛企業第8屆社長（1973年3月－1977年6月）、日本科學技術振興財團副會長等。

## 個人生活
上村健太郎的妻子名為美穗子，生於1919年。兩人婚後共育有5位兒女，分別是長男上村雄兒（1940年生）、長女上村直子（1944年生）、二男上村隆志（1946年生）、二女上村志都子（1948年生）與三男上村英生（1949年生）。上村生前信奉神道教，喜好圍棋、閱讀及釣魚，晚年居住在東京練馬區的關町北。1981年8月4日，他因為罹患肝硬化而病逝於新宿區的社會保險中央綜合醫院，享壽73歲。